# Ziemiełowice (przystanek kolejowy)
Ziemiełowice – zlikwidowany przystanek kolejowy w miejscowości Ziemiełowice, w województwie opolskim, w powiecie namysłowskim, w gminie Namysłów, w Polsce.